# Hypoponera ignigera
Hypoponera ignigera es una especie de hormiga del género Hypoponera, subfamilia Ponerinae. 

## Distribución
Esta especie se encuentra en Costa Rica.